# Carsia brunneofasciata
Carsia brunneofasciata là một loài bướm đêm trong họ Geometridae.